# Laveyrune
Laveyrune ist ein Ort und eine Gemeinde mit 109 Einwohnern (Stand 1. Januar 2022) im äußersten Westen des südfranzösischen Départements Ardèche in der Region Auvergne-Rhône-Alpes.

## Lage
Laveyrune liegt am Fluss Allier in der Berglandschaft der Monts d’Ardèche, dem südöstlichen Teil des Zentralmassivs, gut 57 km (Fahrtstrecke) westlich von Aubenas bzw. knapp 60 km südlich von Le Puy-en-Velay in einer Höhe von ca. 985 m ü. d. M. Das Klima ist gemäßigt; Regen fällt verteilt über das ganze Jahr.

## Bevölkerungsentwicklung
| Jahr                       | 1800 | 1851 | 1901 | 1954 | 1999 | 2018 |
| Einwohner                  | 324  | 383  | 456  | 174  | 126  | 105  |
| Quellen: Cassini und INSEE |      |      |      |      |      |      |

Der kontinuierliche Rückgang der Einwohnerzahlen seit Beginn des 20. Jahrhunderts ist im Wesentlichen auf die Mechanisierung der Landwirtschaft und den damit einhergehenden Verlust an Arbeitsplätzen zurückzuführen. Darüber hinaus entvölkerten sich nahezu alle Bergregionen Europas zugunsten der in den Tälern gelegenen Städte.

## Wirtschaft
Traditionell lebte die Bevölkerung von der Viehzucht und ein wenig Ackerbau auf zum Teil terrassierten Feldern, die jedoch wegen der Höhenlage nur geringe Erträge hervorbrachten, so dass häufig Esskastanien die Grundversorgung bildeten. Heute spielen Forstwirtschaft und Tourismus in Form der Vermietung von Ferienhäusern (gîtes) die bedeutendsten Rollen im Wirtschaftsleben des Ortes.

## Sehenswürdigkeiten
Die in der zweiten Hälfte des 19. Jahrhunderts im neogotischen Stil erbaute einschiffige Pfarrkirche Ste-Madeleine hat eine Einturmfassade.